# Cyril Bouda
Pour les articles homonymes, voir Bouda.
Cyril Bouda (né le 14 novembre 1901 à Kladno et décédé le 29 août 1984 à Prague) est un peintre, illustrateur, auteur de cartons pour des tapisseries et de timbres postaux.

## Biographie
Cyril Bouda est le fils du professeur d'art Alois Bouda (1867-1934) et d'Anna Sucharda. Dès sa naissance, les muses se penchent sur son berceau, son parrain est le célèbre peintre Mikoláš Aleš.
Il étudie à l'École des arts appliqués de Prague entre 1919 et 1923 sous la direction de František Kysela et à l'Académie d'Art de Prague (Akademie Výtvarných Umění ou AVU en tchèque) entre 1923 et 1926 sous la direction de Max Švabinský. Il est l'assistant de Tavík František Šimon à l’AVU de 1929 à 1935 et devient professeur d'art de cet établissement en 1946, fonction qu'il occupe jusqu'en 1976. À partir de 1927, Bouda est membre de Hollar, le cercle des artistes graphiques de Prague.
Il épouse Eva Šimonová (18 juillet 1908, Paris † 29 mai 1997, Prague), la fille de T. F. Šimon, également artiste-peintre de renom en Tchécoslovaquie.
De cette union naissent :
- Jiří Bouda (1934), artiste, lui-même père de l'artiste Martin Bouda (1965)
- Petr (1936)

Après avoir divorcé d'Eva, Cyril épouse Helena Nevosadová, de cette union naît, en 1964, leur fils Marek.